# Zári
Singles de Marína Sátti
TUCUTUM
(2023)
Chansons représentant la Grèce au Concours Eurovision de la chanson
What They Say de Victor Vernicos
(2023)
Zári est une chanson de l'auteure-compositrice-interprète et productrice grecque Marína Sátti. Elle a été sélectionnée pour représenter la Grèce au Concours Eurovision de la chanson 2024 à Malmö.

## Contexte et composition
La chanson est écrite et composée par Gino Borri, Jay Lewitt Stolar, Jordan Richard Palmer, Konstantin Plamenov Beshkov, Manolis Solidakis, Marína Sátti, Nick Kodonas, Oge et   Vlospa. Elle est publiée le 7 mars 2024 par le label Golden Records.
Dans des interviews, Marína Sátti déclare que la chanson est axée sur le thème de la chance et explique qu'à travers cette chanson, elle désire mélanger les anciennes et les nouvelles cultures et traditions de la Grèceet veut briser les stéréotypes de la culture grecque.

## Clip vidéo
Lors de sa sortie, la chanson s'accompagne d'un clip vidéo. Il a été tourné dans divers lieux de Grèce, notamment l'Acropole, Plaka, Monastiraki, l'Odéon d'Hérode Atticus, Omonoia, le mont Lycabette, Rafina et l'aéroport international d'Athènes,.

## Eurovision 2024

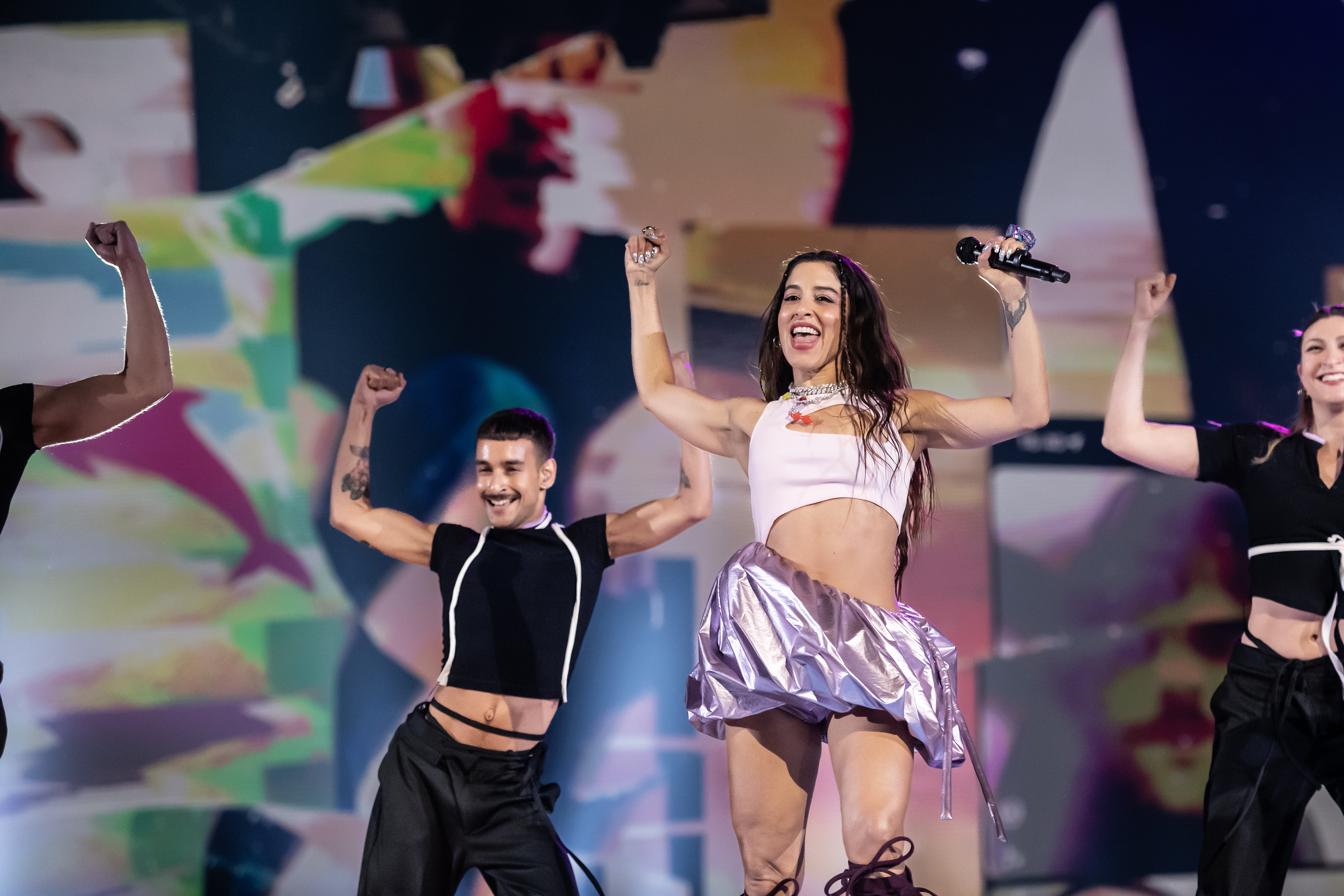
Interprétation de "Zari" lors d'une répétition générale avant la deuxième demi-finale de l'Eurovision 2024.

### Sélection interne
Le diffuseur grec ERT annonce officiellement sa participation l'Eurovision 2024 le 15 septembre 2023. Un mois plus tard, le 24 octobre 2023 , l'ERT annonce dans l'émission de télévision Studio 4 qu'elle a sélectionné en interne Marína Sátti pour représenter le pays. Le processus d'écriture de la chanson commence dès le lendemain, et le titre de la chanson, Zári, est annoncé le 13 février 2024.

### Eurovision 2024
Le Concours Eurovision de la chanson 2024 se déroulera à la Malmö Arena de Malmö, en Suède, et consistera en deux demi-finales qui se tiendront aux dates respectives des 7 et 9 mai, et en une grande finale le 11 mai 2024. Lors du tirage au sort du 30 janvier 2024, la Grèce est désignée pour participer à la deuxième demi-finale, se produisant lors de la première partie de cette deuxième demi-finale.Il atteint la 11eme place avec 126 points.